# Храм Спаса Нерукотворного Образа на Сетуни
Храм Спаса Нерукотворного Образа на Сетуни — православный храм в Москве, находится на берегу реки Сетуни на Рябиновой улице д. 18 при Кунцевском кладбище. Объект культурного наследия регионального значения.

## История
Храм был построен в 1673—1676 годах в усадьбе Спасское-Манухино, принадлежавшей дипломату, боярину Артамону Матвееву. В 1809 году храм был перестроен, возведены колокольня и трапезная. Тогда же на средства помещика Г. А. Кирьянова устроен престол во имя преподобного Григория Декаполита. 
В 1833 году вокруг церкви построена каменная ограда, в 1844 году на средства помещицы А. Г. Добровольской начато строительство северного придела в трапезной во имя святителя Николая Чудотворца (освящён в 1850 году).
В начале XX века была снесена обветшавшая старая колокольня и на её месте на средства семьи купца и книгоиздателя Сергея Сабашникова по проекту архитектора Вячеслава Францовича Жигардловича была возведена в неорусском стиле трёхъярусная шатровая колокольня, с приделами и трапезной (1905).
С 1932 по 1937 год в храме служил протоиерей Василий Гурьев, расстрелянный 13 октября 1937 года на Бутовском полигоне (в 2005 году канонизирован в лике священномучеников).
В 1941 году храм был закрыт. Тогда же были разобраны верхние части здания, чтобы они не могли служить ориентиром для немецкой авиации.
В здании располагались последовательно разные промышленные предприятия; вследствие пожара были утрачены иконостас XVII века и другие иконы. Единственный сохранившийся образ в храме — храмовая икона Спаса Нерукотворного с предстоящими святителем Николаем Чудотворцем и преподобным Григорием Декаполитом (вторая половина XIX века). В 1968 году был разработан проект реставрации, однако она была приостановлена вскоре после начала.
В 1989 году здание в полуразрушенном состоянии было возвращено верующим, и в мае того же года были возобновлены богослужения. 16 июля 1996 года патриархом Алексием II был освящён главный престол. Был сооружён резной позолоченный пятирядный иконостас. В 2000-е годы стены храма были расписаны артелью «Радость». 19 декабря 2013 года епископом Игнатием (Пуниным) совершено великое освящения храма. 6 апреля 2014 года, в неделю 5-ю Великого поста, в храме совершил литургию патриарх Кирилл. 
За алтарной частью храма было устроено Епархиальное кладбище для московского духовенства. Там в 2009 году был погребён иерей Даниил Сысоев.

## Духовенство
• Настоятель — протоиерей Николай Симонов
• протоиерей Сергий Никитин
• священник Александр Данилов